# Оскар Ковачич
Оскар Ковачич (Мост на Сочи, код Толмина, 27. октобар 1908 — Љубљана, 31. јануар 1944), учесник Народноослободилачке борбе и народни херој Југославије.

## Биографија
Рођен је 27. октобра 1908. године у Мосту на Сочи код Толмина. Његова се породица касније преселила у Љубљану због италијанске окупације Словеначког приморја и репресије. Након завршетка Реалне гимназије, студирао је геодезију на Љубљанском универзитету. Након уписа на факултет, укључио се у револуционарни студентски покрет. Активно је деловао у левичарском академском клубу „Триглав“. Почетком 1931. године, примљен је за члана Комунистичке партије Југославије.

### Деловање у КПЈ
Неколико месеци после примитка у КПЈ, Ковачич је помагао Борису Кидричу у обнављању партијских организација и повезивању комуниста услед репресије током Шестојануарске диктатуре. Од 1931. до 1934. године, Оскар је водио илегалну технику Покрајинског комитета КПЈ за Словенију. Због свога деловања, 1934. је био отпуштен из службе. Крајем године ухапсила га је полиција, након чега је био осуђен на осамнаест месеци затвора. Казну је издржавао у затвору у Сремској Митровици.
Након изласка из затвора 1936. године, Оскар се укључио у организовање штрајкова. Највише је радио у Словеначком радничко-сељачком покрету, преко којега је КПЈ повезивала акције радника и сељака. Првих месеци 1937. године, Ковачич се посветио припремама за Оснивачки конгрес Комунистичке партије Словеније. Конгрес је одржан 17. и 18. априла на Чебинову, а Оскар је на њему изабран за члана Централног комитета КП Словеније.
После марта 1938. године, када је Немачка анектирала Аустрију, Ковачич се ангажовао на раду у сузбијању фашизма. Полиција га је с времена на време затварала. Дана 7. фебруара 1940, опет је био ухапшен, након чега је са још 23 словеначка комуниста одведен у логор код Билеће. По повратку из интернације постао је члан Војне комисије ЦК КП Словеније, претече Главног штаба НОВ и ПО Словеније.

### Народноослободилачка борба
Након окупације Југославије 1941, Оскар је постао члан Главне команде словеначких партизанских чета, која је формирана 21. јуна 1941. године. ЦК КП Словеније послао га је, 10. августа, у Трст да учествује у организовању Освободилне фронте, ширењу антифашистичке свести међу становништвом, оснивању партијске ћелије КП Словеније и остало. Међу осталим је и тамошње словеначке комунисте, који су до тада били чланови КП Италије, окупио у Покрајинском комитету КП Словеније, чији је секретар постао он. Такође је формирао одборе ОФ у Трсту, Монфалконеу, на Красу и у Випави.
Полиција га је ухапсила 10. децембра 1941. године. Првобитно је био затворен у Трсту, након чега је у Риму чекао на судски процес, који је одржан септембра 1942. године. Њега и његовог брата Лева, суд је осудио на 30 година затвора. Након пресуде, Оскар је пребачен у Кастел Франко. Тамо се тешко разболео од туберкулозе. Након тога је пребачен у затвор на Елби, али му се стање није поправило.
У јесен 1943. године, партијско руководство послало је своју делегаткињу, која је као представник Црвеног крста спасавала из затвора болесне затворенике. Тако се Ковачич децембра 1943. вратио у Љубљану и наставио лечење код куће. После неког времена, домобрани су га, још увек болесног, сместили у затвор. На захтев затворског лекара, Ковачич је био пребачен у болницу, али је тамо убрзо умро 31. јануара 1944. године.
Указом Президијума Народне скупштине Федеративне Народне Републике Југославије, 20. децембра 1951. године, проглашен је за народног хероја.